# Wentworth Falls
Wentworth Falls est une ville australienne faisant partie de la zone d'administration locale de Blue Mountains. Située dans les Montagnes bleues, à 98 km à l'ouest de Sydney, Wentworth Falls compte un peu plus de 5 600 habitants.